# Francesco Saverio Apuzzo
Francesco Saverio Apuzzo, italijanski rimskokatoliški duhovnik, škof in kardinal, * 6. april 1807, Neapelj, † 30. julij 1880.

## Življenjepis
18. septembra 1830 je prejel duhovniško posvečenje.
19. januarja 1854 je bil imenovan za naslovnega škofa Anastasiopolisa in 25. marca istega leta je prejel škofovsko posvečenje.
23. marca 1855 je postal nadškof Sorrenta in 24. novembra 1871 za nadškofa Capue.
12. marca 1877 je bil povzdignjen v kardinala in imenovan za kardinal-duhovnika S. Onofrio.